# Wolne Związki Zawodowe Wybrzeża
Wolne Związki Zawodowe Wybrzeża – Komitet Założycielski WZZ Wybrzeża został powołany 29 kwietnia 1978 w Gdańsku przez Andrzeja Gwiazdę, Krzysztofa Wyszkowskiego i Antoniego Sokołowskiego.

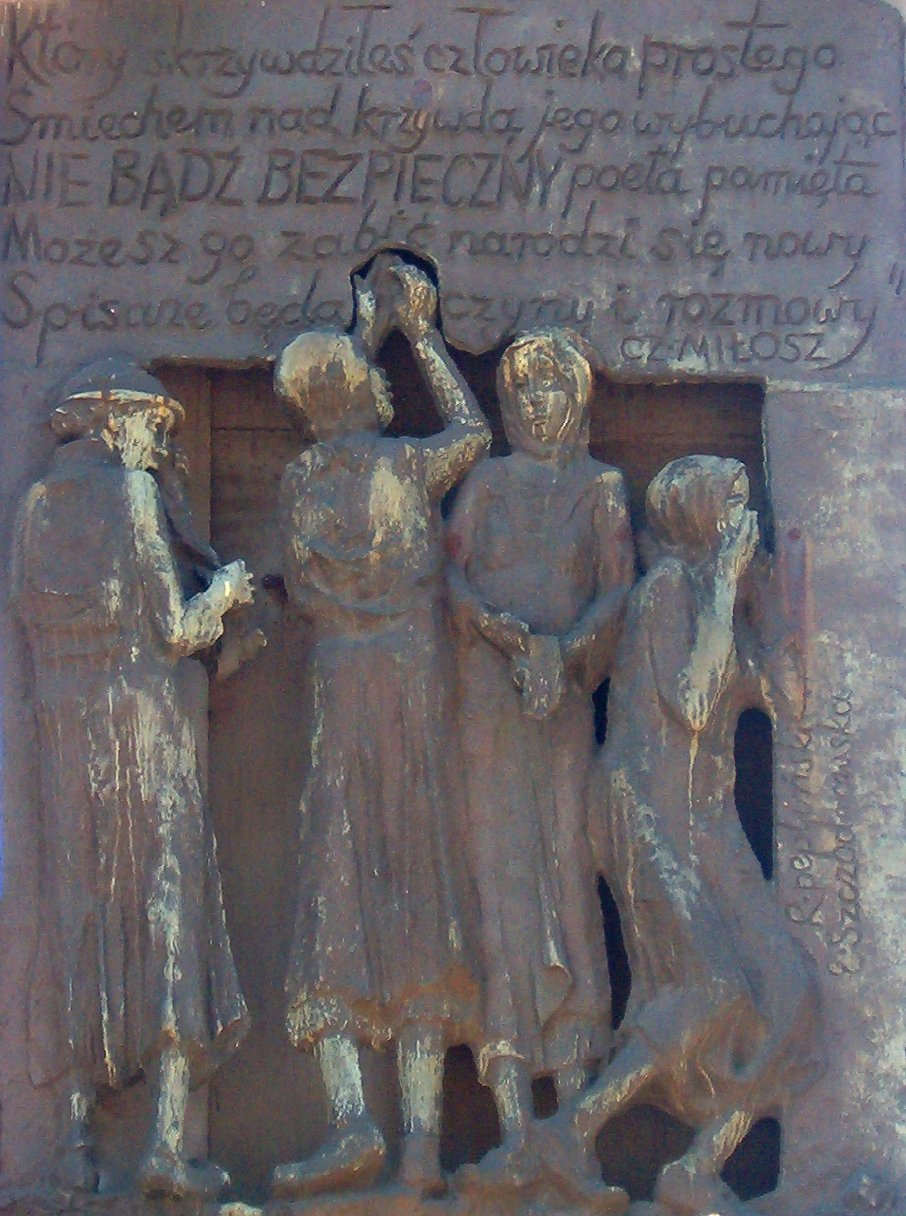
Fragment Pomnika Poległych Stoczniowców 1970 w Gdańsku

Impulsem do powstania WZZ Wybrzeża były Wolne Związki Zawodowe Górnego Śląska założone m.in. przez Kazimierza Świtonia i Romana Kściuczka, co podkreślono w deklaracji z końca kwietnia 1978.
Wolne Związki Zawodowe działały niezależnie od państwa, stawały w obronie praw robotniczych i obywatelskich, celem działalności było odzyskanie prawa do demokratycznego kierowania przez społeczeństwo państwem. WZZ wydawał biuletyn „Robotnik Wybrzeża” (ukazało się kilka numerów). Pierwszy numer ukazał się 1 sierpnia 1978; poniżej jego fragmenty:
W PRL istnieją potężne związki zawodowe zrzeszające miliony pracowników, dysponujące własną prasą, funduszami, lokalami. Mimo to co kilka lat robotnicy wychodzą na ulice i w gwałtowny sposób dopominają się o swoje prawa, narażając się na ataki MO i późniejsze represje. Nawet duże grupy pracowników w przypadku konfliktu z administracją są bezsilne i osamotnione. Sytuacja pojedynczego pracownika skrzywdzonego czy oszukanego jest jeszcze trudniejsza. [...]
Nie stawiamy sobie celów politycznych, nie narzucamy naszym członkom, współpracownikom i sympatykom określonych poglądów politycznych i światopoglądowych, nie dążymy do objęcia władzy.
Zdajemy sobie jednak spraw, że nie unikniemy zarzutu o prowadzenie działalności politycznej. Zakres spraw, które u nas traktuje się jako sprawy polityczne jest bowiem niezmiernie szeroki i obejmuje prawie wszystko z wyjątkiem wycieczek na grzyby. [...]
Nasza działalność jest legalna i zgodna z prawem. Każdy człowiek ma naturalne prawo do obrony, do sprawiedliwości i do godnego życia – gwarantuje nam to Konstytucja PRL oraz międzynarodowe konwencje i umowy dotyczące praw ludzkich i obywatelskich. Działalność związkowa jest pod szczególną ochroną prawną.
Początkowo w składzie Komitetu Założycielskiego WZZ Wybrzeża byli Andrzej Gwiazda, Krzysztof Wyszkowski i Antoni Sokołowski. Niedługo po jego powstaniu na miejsce Sokołowskiego wszedł Edwin Myszk (jak się okazało dzięki informacjom funkcjonariusza SB MSW z Gdańska Adama Hodysza, który współpracował z WZZ Wybrzeża Edwin Myszk był TW SB MSW), a w lipcu 1978 – na miejsce Krzysztofa Wyszkowskiego – Andrzej Bulc, którego w maju 1980 zastąpił Jan Karandziej.
Aktywnymi działaczami lub współpracownikami WZZ Wybrzeża byli też m.in. Bogdan Borusewicz, Joanna Duda-Gwiazda, Andrzej Kołodziej, Maryla Płońska, Alina Pienkowska, Anna Walentynowicz, Lech Wałęsa, Lech Kaczyński, Bogdan Lis i Tadeusz Szczepański, który zginął w niewyjaśnionych okolicznościach w 1980. WZZ Wybrzeża skupiało ludzi, którzy w 1980 organizowali strajki w Stoczni Gdańskiej – byli to m.in. Piotr Maliszewski, Bogdan Felski, Maciej Miatkowski, Henryk Matysiak, Mieczysław Klamrowski, Leon Stobiecki, Mariusz Muskat i Lech Zborowski. Z WZZ Wybrzeża współpracowali działacze opozycji przedsierpniowej, m.in. Leszek Moczulski, który dostarczał prasę niezależną i pisał pozwy do sądu, m.in. w obronie Anny Walentynowicz.
Osoby należące do WZZ Wybrzeża tworzyły później NSZZ „Solidarność”.